# Lloyd Williams (jurist)
Lloyd George Williams (Kingston, 16 juni 1927 – 16 januari 2008) was een jurist met de nationaliteit van zowel Saint Kitts en Nevis als Jamaica. Hij begon zijn loopbaan als advocaat en was daarna directeur van het bureau van de openbare aanklager van Antigua. Van 1983 tot 1999 was hij opperrechter en van 1999 tot 2004 rechter bij het Rwanda-tribunaal in Tanzania.

## Levensloop
Williams studeerde van 1949 tot 1950 aan de Fisk-universiteit in Nashville, aansluitend tot 1952 aan de McGill-universiteit in Montreal en van 1954 tot 1957 de Inns of Court School of Law van de Engelse advocatenkamer Middle Temple. Daarna deed hij in de zomer van 1958 nog een verdiepingscursus aan de Haagsche Academie voor Internationaal Recht. Hij was opgenomen door balies in Engeland, Antigua, Jamaica en de Kaaimaneilanden.
Van 1959 tot 1978 was hij vrijgevestigd advocaat in Jamaica en van 1982 tot 1987 directeur van het kantoor van de openbare aanklager van Antigua. Van 1983 tot 1999 was hij opperrechter, waaronder van 1992 tot 1993 van het Oost-Caraïbische Hooggerechtshof. In 1999 trad hij aan als rechter van het Rwanda-tribunaal in Arusha in Tanzania. Van 1995 tot 1997 was hij daarnaast vicepresident van het tribunaal. Hier trad hij in 2004 om persoonlijke redenen terug.
Williams overleed op 16 januari 2008 op 80-jarige leeftijd.